# Martín Kohan
Martín Kohan (Buenos Aires, 24 gennaio 1967) è uno scrittore argentino.

## Biografia
Nato nel 1967 a Buenos Aires, si è laureato in letteratura all'Università di Buenos Aires con una tesi su José de San Martín. Critico letterario per la rivista Clarín, ha esordito nella narrativa nel 1993 con il romanzo La pérdida de Laura al quale ne sono seguiti altri 9 oltre a saggi e raccolte di racconti. Professore universitario di Teoria Letteraria all'Università di Buenos Aires e all'Universidad Nacional de la Patagonia San Juan Bosco, nel 2007 è stato insignito del Premio Herralde per il romanzo Ciencias morales.

## Opere principali

### Romanzi
- La pérdida de Laura (1993)
- El informe (1997)
- Los cautivos (2000)
- Sempre giugno (Dos veces junio, 2002), Lecce-Rovato, Pensa multimedia, 2014 traduzione di Luigi Patruno ISBN 978-88-6760-196-7.
- Fuori i secondi (Segundos afuera, 2005), Torino, Einaudi, 2008 traduzione di Glauco Felici ISBN 978-88-06-18327-1.
- Museo de la Revolución (2006)
- Ciencias morales (2007)
- Cuentas pendientes (2010)
- Bahía Blanca (2012)
- Fuera de Lugar (2016)

### Racconti
- Muero contento (1994)
- Una pena extraordinaria (1998)
- Cuerpo a tierra (2015)

### Saggi
- Imágenes de vida, relatos de muerte. Eva Perón, cuerpo y política (1998)
- Zona urbana. Ensayo de lectura sobre Walter Benjamin (2004)
- Narrar a San Martín (2005)
- Fuga de materiales (2013)
- El país de la guerra (2014)
- Ojos brujos. Fábulas de amor en la cultura de masas (2016)
- 1917 (2017)

## Filmografia
- La mirada invisible regia di Diego Lerman (soggetto dal romanzo Ciencias morales)

## Alcuni riconoscimenti
- Premio Herralde: 2007 vincitore con Ciencias morales
- Premio Konex: 2014